# Casa en Peironcely 10
La casa en la calle Peironcely 10 es un conjunto de viviendas de clase obrera ubicado en el número 10 de la calle Peironcely en el distrito de Puente de Vallecas, Madrid. Fue popularizada por una fotografía de Robert Capa captada tras los bombardeos de la aviación  alemana e italiana sobre la ciudad de Madrid, en apoyo al Ejército sublevado durante Guerra civil española, en noviembre de 1936. Constituyeron el ensayo, por primera vez en la historia, de la estrategia del terror aéreo sobre una capital europea, con bombardeos sistemáticos sobre su población civil. Peironcely 10 se ha convertido en un símbolo de la vulnerabilidad de la infancia ante el horror de la guerra.

## Descripción
Su localización es el barrio obrero Entrevías, dentro del distrito de Puente de Vallecas en Madrid, muy cerca de las vías de tren. Este edificio consta de una sola planta dividida en 14 viviendas de 25 m² cada una y distribuidas  a través de patios interiores. La fachada exterior es de color rosado. Su estilo arquitectónico es el neomudéjar, ampliamente utilizado en construcciones de principios del siglo XX (especialmente para familias humildes de clase obrera). En la actualidad es la única de estas características en todo el distrito de Puente de Vallecas.
Actualmente la vivienda se encuentra en condiciones precarias y son los propios inquilinos los que han tenido que tapar agujeros, ya que el propietario se desentiende de su estado. Una residente declaró que las paredes se resquebrajan y desconchan, al igual que los techos, debido a la humedad de la lluvia y del pozo en el patio. También se quejan de que se quedaron sin puerta exterior y por la noche entraban extraños a robar. Otro problema que presenta son dos canalones de fibrocemento que atraviesan el patio. Las fibras de refuerzo de este material suelen contener amianto. Este material suele asociarse con casos de cáncer.

## Historia de la vivienda

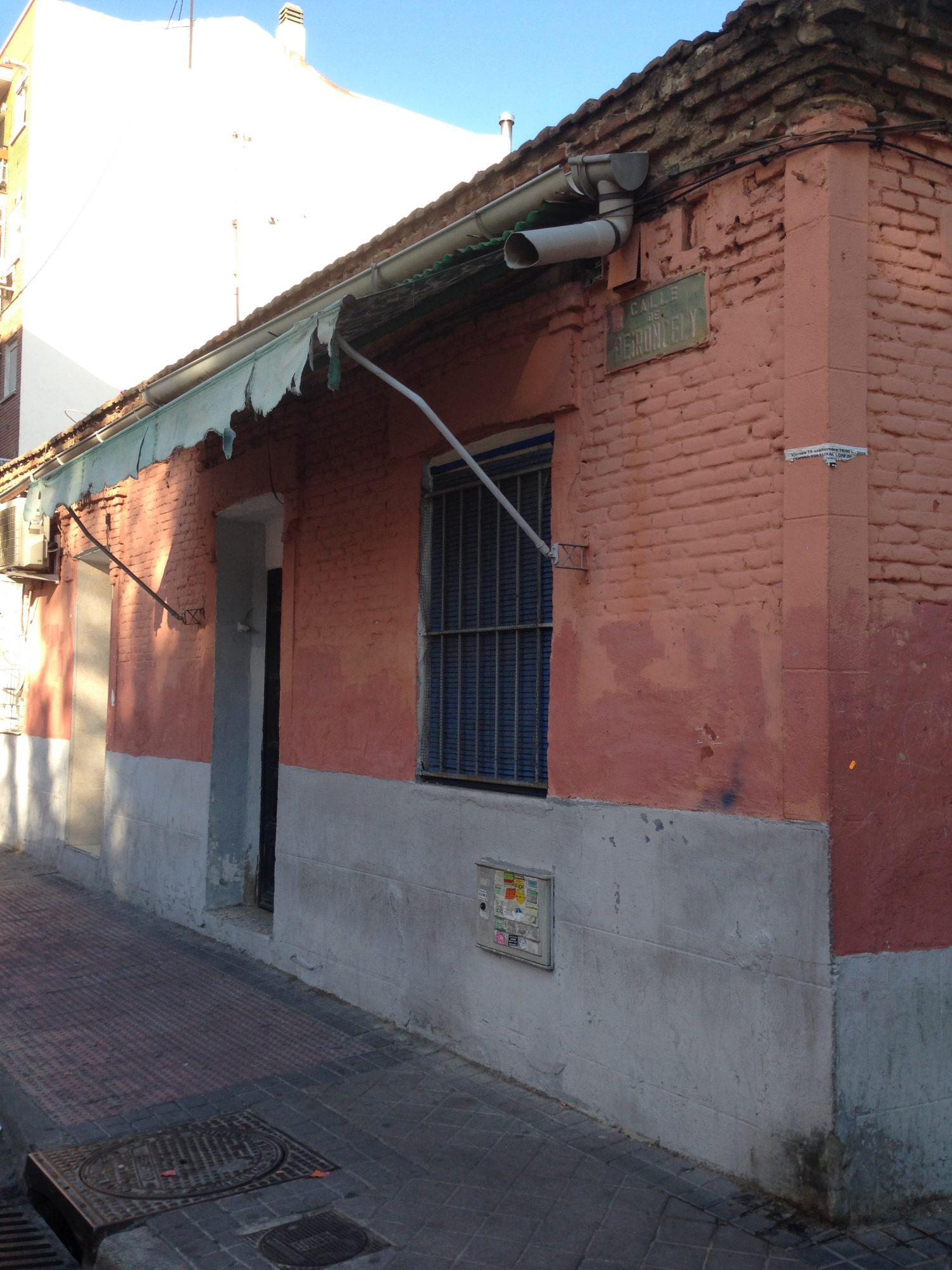
Edificio visto desde una esquina.

La casa fue construida en 1927 en ladrillo visto y con cubierta a dos aguas. Tras ser bombardeada por la aviación alemana, tuvo que ser reconstruida en la posguerra. En ella han habitado personas de clase obrera hasta la actualidad.
Fue localizada en 2010 por el fotógrafo José Latova. La campaña por su conservación, iniciada por la Fundación Anastasio de Gracia, comenzó en 2017 cuando su propietario pidió licencia para demoler el edificio.

### Sala de exposiciones
En julio de 2017 Patrimonio de la Comunidad de Madrid alegó que no declararía Bien de Interés Cultural Peironcely 10 por ser una "infravivienda" y propuso incoporarla al Comisionado de la Memoria. En julio de 2018 la plataforma #SalvaPeironcely10 presentó a representantes del ayuntamiento su proyecto de convertir la vivienda en un museo sobre los bombardeos en Madrid durante la Guerra Civil. Esta plataforma también inició una campaña ciudadana a la que se sumaron personalidades como el hispanista Ian Gibson o el premio Nobel Adolfo Pérez Esquivel. También contó con el respaldo de 20 organizaciones internacionales como el International Center of Photography de Nueva York, el Instituto Goethe, la Casa de Velázquez o el Rosa Luxemburg- Stiftung.
Su idea consiste en que tenga una sala de exposiciones de 258 metros cuadrados, un salón para proyecciones y conferencias de 43 metros cuadrados y la recreación de una vivienda según el diseño original para que el público pueda hacerse una idea de cómo era el día a día en aquel lugar.
En diciembre de 2019 el inmueble pasó a ser incluido en el Catálogo de Elementos Protegidos de la Comunidad de Madrid. De esta manera su uso pasó de residencial a dotacional-cultural tras una del Plan General de Ordenación Urbana.
El ayuntamiento de Madrid tiene previsto abrir en abril de 2020 un expediente para expropiar la casa en junio del mismo año. El ayuntamiento, el propietario y las dos asociaciones involucradas han fijado un calendario para la expropiación. El ayuntamiento confía en pactar un precio de mutuo acuerdo. De lo contrario tendrían que acudir al Jurado de Expropiaciones, lo que retrasaría el proceso.
En esta vivienda en 2019 vivían once familias de escasos recursos (17 adultos y 14 menores). Estas alegaban que con el precio de los alquileres en la ciudad no podían permitirse otra cosa. Las familias se encontraban a la espera de ser realojadas desde que el ayuntamiento aprobó convertir la vivienda en un museo.

## Historia de la fotografía

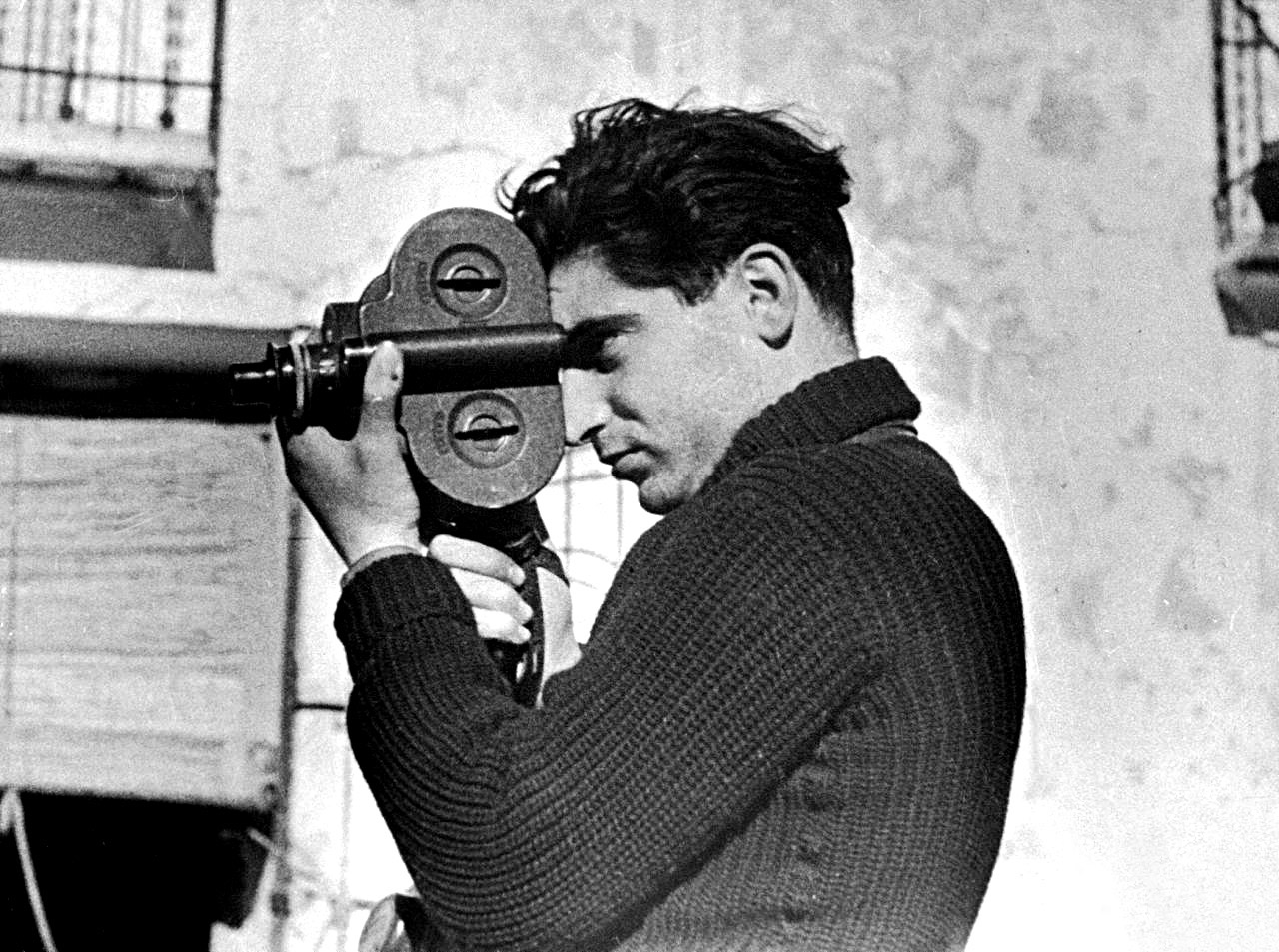
Fotografía de Endre Ernő Friedmann tomada por Gerda Taro.

La imagen fue difundida por primera vez en diciembre de 1936 en las páginas interiores de la revista Regards y en la portada de la Zürcher Illustrierte. La tomó Robert Capa en otoño de 1936 durante los bombardeos en Entrevías durante la Guerra civil española. 
La única copia contemporánea que hay de la foto forma parte de un conjunto de nueve fotos adquirido por un coleccionista privado de Castellón a través de internet. Del conjunto de nueve fotos, seis fueron tomadas en Madrid. En 2018 un grupo de técnicos del Centro Documental de la Fundación Anastasio de Gracia y conservadores de la empresa Sybaria verificaron que la fotografía tomada en 1936 viajó en un buque inglés a Reino Unido. También verificaron que no procede del negativo original de Capa, sino de un proceso de imprenta aún por determinar.